# Lutz van der Horst

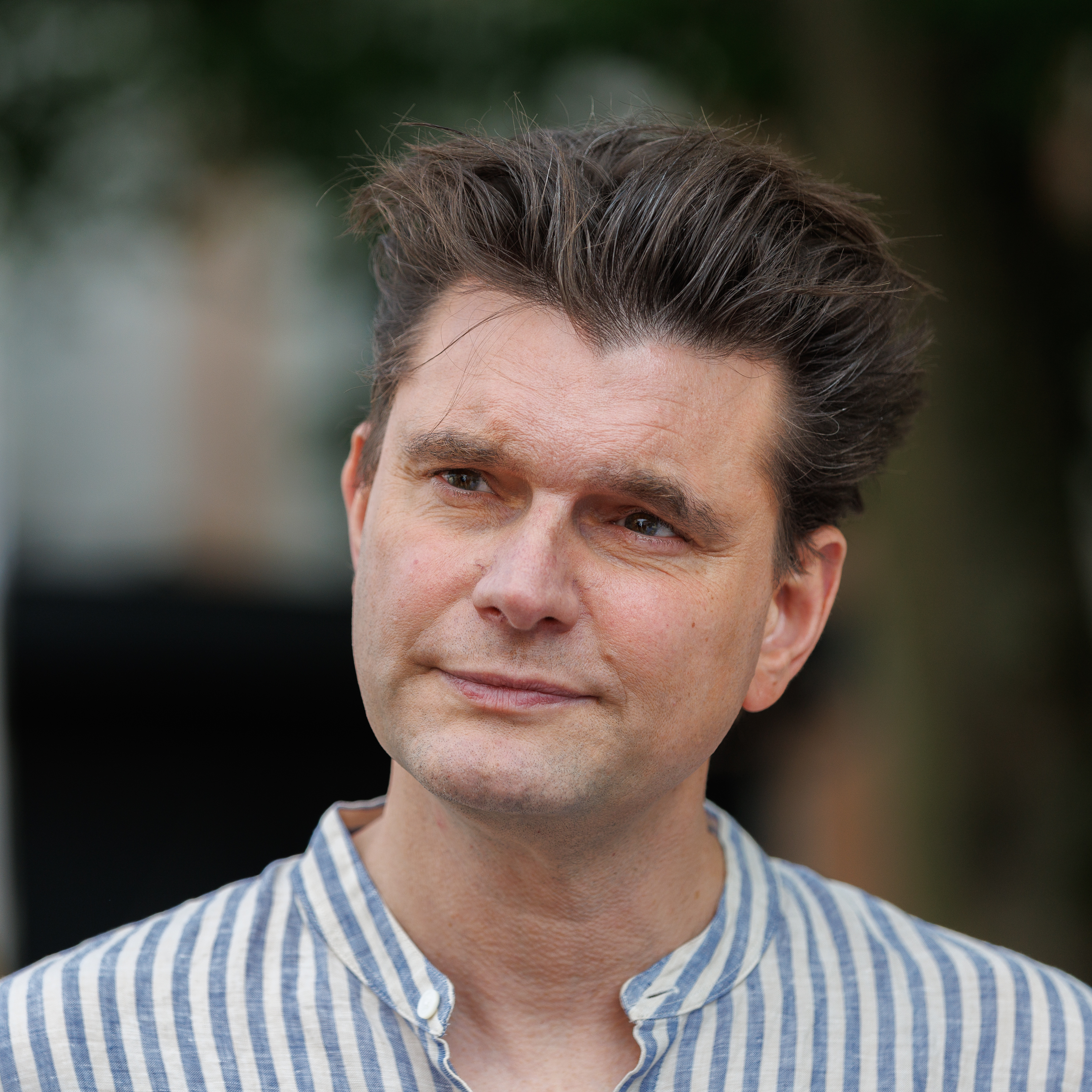
Lutz van der Horst (2024)

Lutz Alwin van der Horst (* 20. August 1975 in Köln) ist ein deutscher Comedy-Autor, Komiker, Fernsehmoderator und Musiker.

## Biografie
Lutz van der Horst wurde als älterer von zwei Söhnen des Kaufmanns Rolf van der Horst und dessen Ehefrau Waltraud, geb. Kappel, in Köln geboren. Sein Vater war Geschäftsführer einer Offset-Druckerei. Nach dem Studium der Germanistik und Anglistik an der Universität zu Köln arbeitete van der Horst zunächst als Sprecher und Autor für den Hörfunk sowie ab 2000 auch für das Fernsehen. Hier schrieb er als fester Autor für verschiedene Formate der Kölner Produktionsfirma Brainpool wie Die Wochenshow, Rent a Pocher und TV total. Anschließend arbeitete er als freier Autor für weitere Comedy-Shows wie Switch reloaded, Sechserpack und Harald Schmidt. Gemeinsam mit Manuel Butt und Thomas Rogel, der später auch Autor für die heute-show war, gründete er 2008 das Autorenbüro N2O Comedy (nach der chemischen Summenformel für Lachgas).
Ab Dezember 2001 wirkte van der Horst erstmals auch vor der Kamera mit. In der ProSieben-Show TV total trat er in einem rosa Hasenkostüm als Blasehase auf. Seine spätere Darstellung als satirischer Reporter begann ebenfalls in dieser Show am 28. August 2003 mit der Figur des Günni („Günnis letzte Chance“), die Straßenumfragen, Sketche und provozierte Situationen mit Passanten nach Art der Versteckten Kamera beinhaltete. Er arbeitete auch als Sprecher bei verschiedenen ProSieben-Sendungen wie Gina-Lisas Welt und Singing Bee.
Seit Ende 2009 ist er als satirischer Außenreporter der heute-show im ZDF unterwegs, für die er auch als Autor arbeitet. Im Radio (1 Live) und auf der Bühne stellte er bis Mai 2013 den erfolglosen Standup-Comedian Jimmy Breuer in der Jimmy Breuer Radioshow dar, der mit bewusst falschen Pointen zu falschen Zeiten das genaue Gegenteil eines gekonnten Witzeprofis war. Von 2013 bis 2014 moderierte er zusammen mit Christiane Stenger die Unterhaltungsdoku Wie werd’ ich …? auf ZDFneo. Seit September 2016 spielt er am Hessischen Staatstheater Wiesbaden den Gefängnisaufseher „Frosch“ in Johann Strauss’ Operette Die Fledermaus. Er lebt in Köln-Ehrenfeld und ist im Rahmen eines satirischen heute-show-Beitrags 2016 Mitglied der SPD geworden. Mittlerweile ist er nach Angaben in einem neuerlichen Video der heute-show wieder aus der SPD ausgetreten.
Im Oktober 2019 wurde der Eric-Dean-Hordes-Film Trolls World – Voll vertrollt! veröffentlicht. Van der Horst spielt darin die Rolle des Arabello.

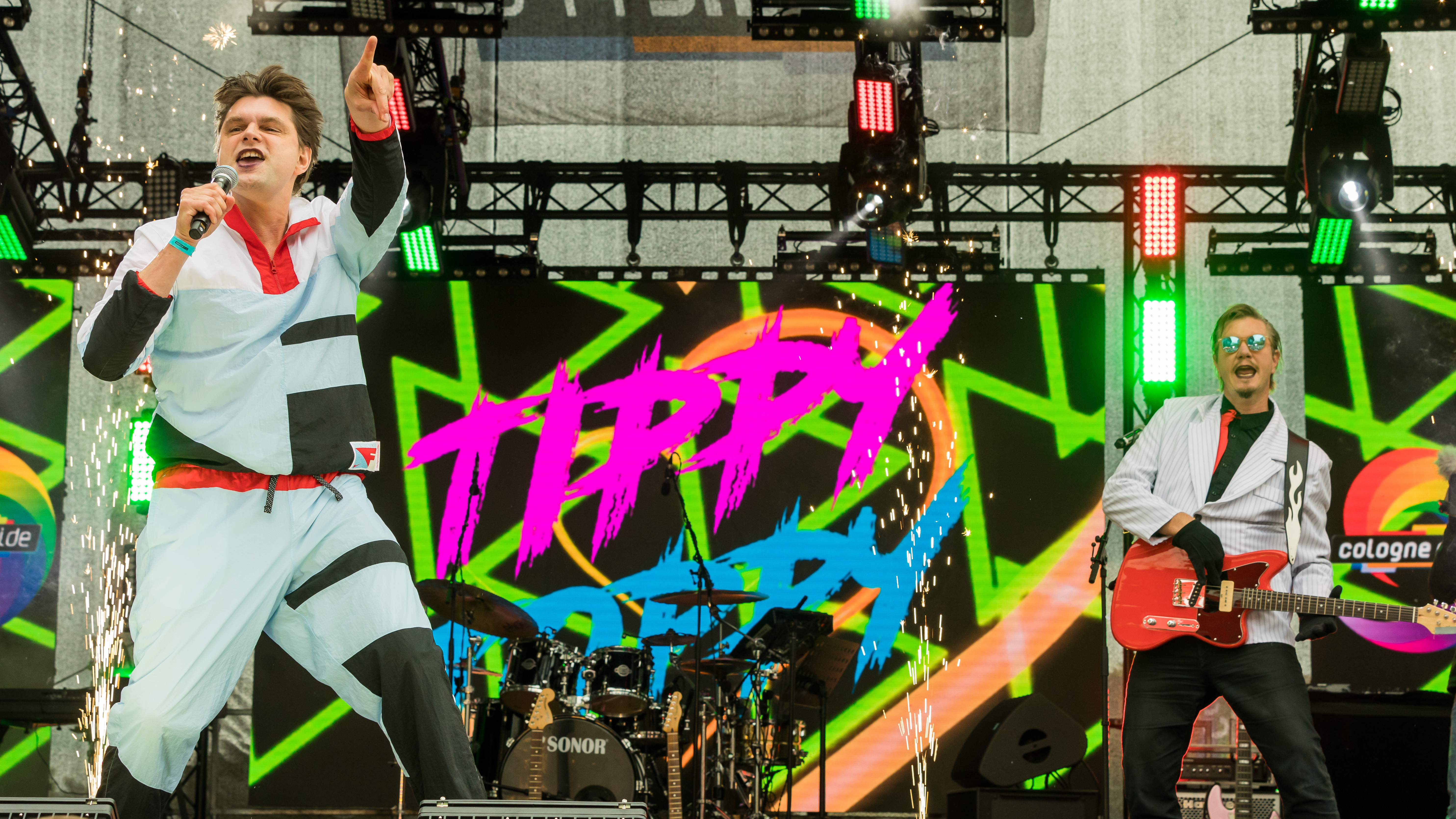
Auftritt von Tippy Toppy auf dem Cologne-Pride-Fest 2021

Im Frühling 2020 gründete er mit Thilo Gosejohann die Synthie-Band Tippy Toppy, die sich stilistisch an den 1980er Jahren orientiert. Mit dem Lied Disdance, einem Popsong über Social Distancing (Räumliche Distanzierung) zu Zeiten der Covid-19-Pandemie, feierten sie am 1. Juni 2020 TV-Premiere im ZDF-Fernsehgarten.
Im Juni und Juli 2022 spielte er am Spielort Alter Schlachthof Dresden der Landesbühnen Sachsen den Erzähler in der Rocky Horror Show.
Ab März 2022 übernahm er für die Ausstrahlung der ersten acht Filme der Horrorthriller-Reihe Saw auf Tele5 die Anmoderation. Ab Oktober 2022 moderierte er zudem sechs Folgen seiner eigenen wöchentlichen Tele5-Show Lutz van der Horst – Der Filmtalker.
Am 28. Juni 2023 war van der Horst zu Gast im Interview-Podcast Hotel Matze von Matze Hielscher.
Mit Ilka Bessin ist er seit September 2024 Co-Gastgeber des Podcast 'Uns fragt ja keiner' in der sie u. a. Fragen beantworten, die anderen Prominenten gestellt werden.

## Fernsehauftritte

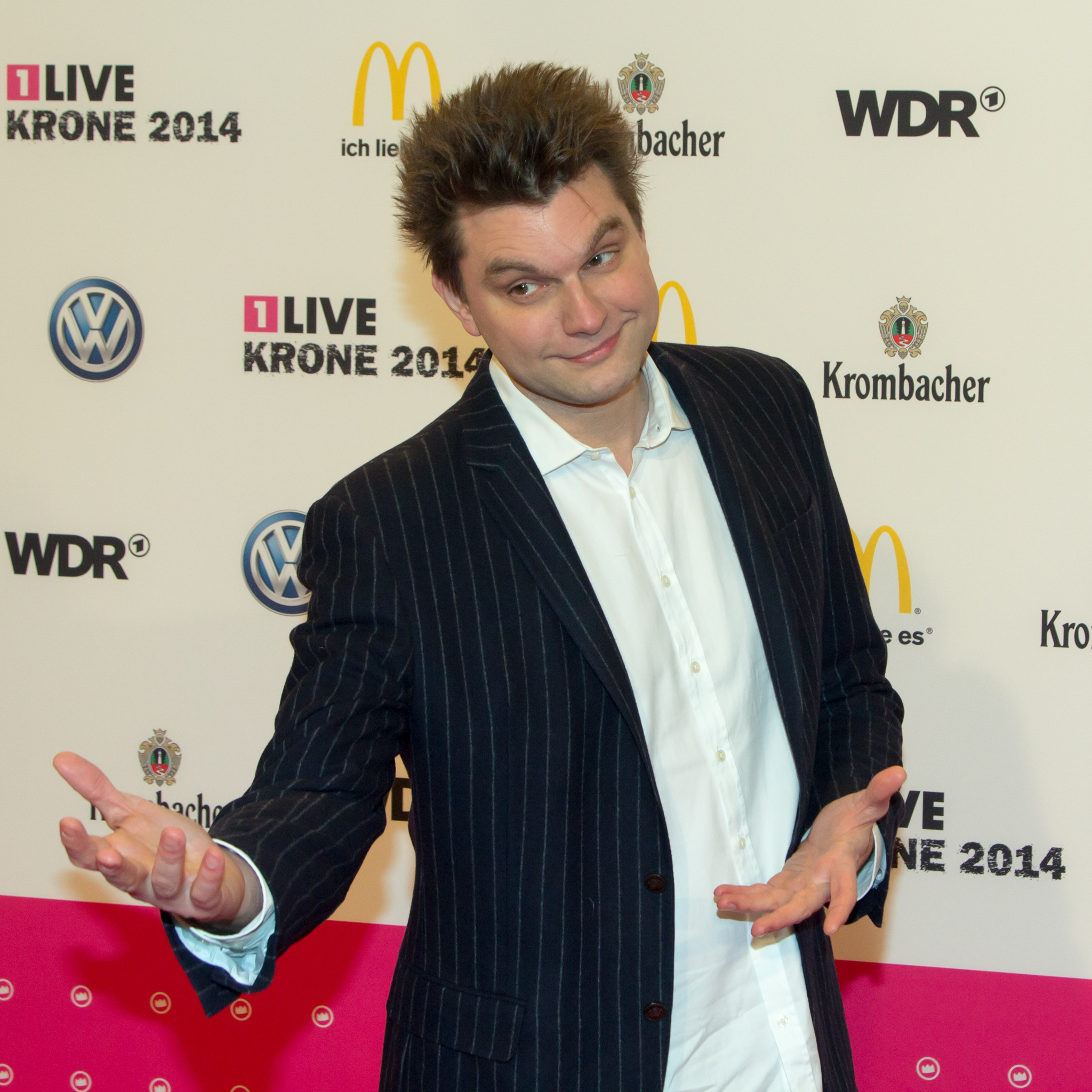
Lutz van der Horst, 2014

- 2003–2005: TV Total (ProSieben) als Günni
- seit 2009: heute-show (ZDF)
- 2011–2012: Iss oder quizz (ZDFneo, Moderation mit Senna Guemmour)[23]
- 2012: Leute, Leute! (ZDF, Reporter)
- 2013–2014: Wie werd’ ich …? (ZDFneo, Moderation mit Christiane Stenger)
- 2013: Zimmer frei! (WDR, Außenreporter)
- 2013: Löwenzahn (Gastauftritt, Folge 116)
- 2014: Internationales Köln Comedy Festival Bus mit lustig (WDR, Moderator)
- 2014: Geld oder Liebe (WDR, Moderator)
- 2015: Bares für Rares XXL-Promi-Spezialausgabe: Dort wollte er seine alte Super8-Kamera an die Händler*Innen bringen.
- 2016, 2020, 2022, 2024, 2025: Wer weiß denn sowas? (Das Erste, Gast)
- 2017: Falscher Hase (RTL, Reporter)
- 2018–2019: Stars im Spiegel – Sag mir, wie ich bin (RTL, Moderation mit Sonja Zietlow)
- 2018: Hotel Herzklopfen (SAT1, Moderator)
- Seit 2018: Lego Masters (RTL, Pate)
- 2019: Endlich kapiert?! (VOX, Moderator)
- 2020: Bin ich schlauer als...? (RTL, Gast)
- 2020: Gefragt – Gejagt (Das Erste, Gast)
- 2020: Täglich frisch geröstet (RTL+, Gast, mehrfach)
- seit 2022: Ich bin ein Star – Die Stunde danach (RTL, Gast, mehrfach)
- 2022: Kurzstrecke mit Pierre M. Krause (SWR Fernsehen, Gast)[24][25]
- 2022: Lutz van der Horst – Der Filmtalker (Tele 5, Moderator)
- 2023: Die Show der Shows (ZDF, als musikalischer Gast gemeinsam mit Lucy Diakovska)[26]
- 2024 Hast du Töne? (Sat.1)
- 2024 Hot oder Schrott – Promi Spezial (Folge 31, VOX)
- 2025: LOL: Last One Laughing
- 2025: ZDF-Fernsehgarten (Moderation gemeinsam mit Joachim Llambi)

## Filme
- 1998: Dark[27]
- 2019: Trolls World – Voll vertrollt!

## Auszeichnungen
- 2007: Deutscher Comedypreis als Autor von Switch reloaded (Kategorie Beste Sketch-Show)
- 2008: Deutscher Fernsehpreis als Autor von Switch reloaded (Kategorie Beste Comedy)
- 2010: Adolf-Grimme-Preis als Ensemblemitglied und Autor der heute-show (Kategorie Unterhaltung)
- 2010: Deutscher Fernsehpreis als Ensemblemitglied und Autor der heute-show (Kategorie Beste Comedy)
- 2010: Deutscher Comedypreis als Ensemblemitglied und Autor der heute-show (Kategorie Beste Comedy-Show)
- 2011: Deutscher Comedypreis als Ensemblemitglied und Autor der heute-show (Kategorie Beste Comedy-Show)
- 2012: Deutscher Comedypreis als Ensemblemitglied und Autor der heute-show (Kategorie Beste Comedy-Show)
- 2014: Deutscher Fernsehpreis als Ensemblemitglied und Autor der heute-show (Kategorie Beste Comedy)
- 2016: Goldene Henne als Ensemblemitglied und Autor der heute-show (Kategorie Politik)
- 2017: Goldene Kamera als Ensemblemitglied und Autor der heute-show (Kategorie Beliebteste Satire-Show)
- 2020: Deutscher Comedypreis als Ensemblemitglied und Autor der heute-show (Kategorie Beste Satire-Show)
- 2023: Umweltmedienpreis, Publikumspreis gemeinsam mit Fabian Köster[28]
- 2023: Journalist des Jahres in der Kategorie Unterhaltung, gemeinsam mit Fabian Köster, verliehen vom Medium Magazin[29]
- 2024: Hanns-Joachim-Friedrichs-Preis, gemeinsam mit Fabian Köster[30]
- 2025: Grimme-Preis in der Kategorie „Unterhaltung – Spezial“, gemeinsam mit Fabian Köster